# Districte d'Ayauta
El districte d'Ayauta (綾歌郡, Ayauta-gun) és un districte localitzat al Sanuki Central (Chūsan) de la prefectura de Kagawa, a la regió i illa de Shikoku, Japó. El municipi més populós del districte és la vila d'Ayagawa.

## Geografia
El districte d'Ayauta es troba localitzat a la regió de Sanuki Central o Chūsan i està format per dos municipis: les viles d'Ayagawa i d'Utazu. El territori del districte no està connectat per terra, sent només el terme municipal d'Utazu, que es troba a voramar i el d'Ayagawa, més prop de la serra de Sanuki.

### Municipis
| |          |          |          |
| \| Municipi \| Població \| Extensió \| Densitat \| \| -------- \| -------- \| -------- \| -------- \| \| Ayagawa \| 22.730 \| 109,75 \| 207 \| \| Utazu \| 18.897 \| 8,10 \| 2.333 \| \| Total \| 41.627 \| 117,85 \| 353 \| |          |          |          |
| Municipi | Població | Extensió | Densitat |
| Ayagawa | 22.730   | 109,75   | 207      |
| Utazu | 18.897   | 8,10     | 2.333    |
| Total | 41.627   | 117,85   | 353      |

## Història
El districte d'Ayauta es fundà l'any 1896 fruit de la unió dels antics districtes d'Aya i d'Uta, pertanyents a l'antiga província de Sanuki. El nom del districte, de fet, és un acrònim dels noms dels antics districtes (Aya-Uta).

### Antics municipis
La següent és una llista dels antics municipis del districte amb enllaç als seus actuals municipis:
- Ayakami (綾上町) (1954-2006)
- Ryōnan (綾南町) (1954-2006)
- Kokubunji (国分寺町) (1955-2006)
- Ayauta (綾歌町) (1959-2005)
- Hanzan (飯山町) (1956-2005)
- Hayuka-Kami (羽床上村) (1890-1954)
- Hayuka (羽床村) (1890-1954)
- Ōgoshi (王越村) (1890-1956)
- Okada (岡田村) (1890-1959)
- Kamo (加茂村) (1890-1951)
- Kumatama (久万玉村) (1951-1959)
- Kanayama (金山村) (1890-1936)
- Kurikuma (栗熊村) (1890-1951)
- Sakaide (坂出町) (1890-1942)
- Sakamoto (坂本村) (1890-1956)
- Yamada (山田村) (1890-1954)
- Yamanouchi (山内村) (1890-1954)
- Shōwa (昭和村) (1929-1954)
- Matsuyama (松山村) (1890-1956)
- Nishinoshō (西庄村) (1890-1936)
- Nishibun (西分村) (1890-1954)
- Senbiki (千疋村) (1890-1929)
- Kawanishi (川西村) (1890-1954)
- Kawatsu (川津村) (1890-1955)
- Sōda (造田村) (1890-1956)
- Takinomiya (滝宮村) (1890-1954)
- Hashioka (端岡村) (1890-1955)
- Nagasumi (長炭村) (1890-1956)
- Doki (土器村) (1890-1954)
- Sue (陶村) (1890-1954)
- Hatada (畑田村) (1890-1929)
- Iino (飯野村) (1890-1955)
- Miai (美合村) (1890-1956)
- Tomikuma (富熊村) (1890-1951)
- Fuchū (府中村) (1890-1954)
- Hōkunji (法勲寺村) (1890-1956)
- Hayashida (林田村) (1890-1942)
- Sogisho (枌所村) (1890-1954)